# Jim Skinner
Pour les articles homonymes, voir Skinner.
Jim Skinner, né en 1944 en Illinois, est l'ancien vice-président et CEO de McDonald's. Il a exercé cette dernière fonction de novembre 2004 à juin 2012.
Jim Skinner a fait pratiquement toute sa carrière au sein de l'entreprise de restauration rapide, dans laquelle il aura passé au total plus de 41 ans. Débutant comme stagiaire manager de restaurant à Carpentersville (en) (Illinois), il a exercé différentes fonctions dans la structure américaine, puis a travaillé pour McDonald's Japon, le second marché de l'entreprise américaine, avant de devenir président et CEO des restaurants McDonald's pour la zone Asie, Moyen-Orient et Afrique (AMEA), et pour l'Amérique Latine. 
Il est diplômé de l'Université Roosevelt de Chicago, après avoir servi dix ans au sein de l'US Navy et s'être battu au Vietnam.